# Hermann Rieck
Nikolaus August Hermann Rieck (* 27. November 1850 in Hamburg; † 17. Dezember 1939 ebendort) war ein deutscher Landschafts- und Genremaler.

## Leben
Rieck studierte Malerei an der Berliner Akademie und bei Ferdinand Pauwels an der Großherzoglich-Sächsischen Kunstschule Weimar. Danach verbrachte er eine Zeit in Düsseldorf, Dresden und München, ehe er 1883 wieder nach Hamburg zurückkehrte. Dort war er Mitglied des Hamburger Künstlervereins von 1832.